# La Osa Mayor menos dos
La Osa Mayor menos dos és una pel·lícula de documental espanyola dirigida pel debutant David Reznak, qui també n'ha estat guionista i director de fotografia, en la qual vol fer una aproximació al món intern dels centres psiquiàtrics.

## Sinopsi
El documental mostra la vida durant més d'un any d'uns pacients de l'hospital psiquiàtric de Leganés, amb l'ús de plans tancats i entrevistes directes, retratant els esdeveniments puntuals de cada estació, els cicles dels malalts més joves, la rehabilitació dels més sans i la irreversibilitat dels pacients més vells. L'estada en el psiquiàtric es converteix en una mirada a la societat des de bastidors. La bogeria revela de manera primitiva que els somnis són realitat i que la il·lusió no té límits. Les imatges de la realitat són reabsorbides per la fantasia.

## Nominacions
Fou nominada al millor documental a les Medalles del Cercle d'Escriptors Cinematogràfics de 2008.